# روستای ماهیگیری/کوکوم
دهکده ماهیگیری/کوکوم حومه ای از هونیارا، جزایر سلیمان است و واقع در شرق مرکز اصلی و غرب پاناتیناست.